# Báfi (Attique)
Báfi (grec moderne : Μπάφι) est une localité située dans le dème d'Oropós, dans le district régional d'Attique-de-l'Est, dans la périphérie d'Attique, en Grèce.
Selon le recensement de 2021, elle compte 34 habitants.

## Tendance démographique
| année | 1981 | 1991 | 2001 | 2011 | 2021 |
| année | 24   | 60   | 36   | 58   | 34   |